# Peter Campbell
Pour les articles homonymes, voir Campbell.
Peter Campbell est un footballeur international écossais, né le 6 mars 1857 à Rhu, Argyll, et mort en janvier 1883 (à 25 ans). Il est l'un des membres fondateurs des Rangers où il évolue au poste d'attaquant. Il fait partie du Rangers FC Hall of Fame.
Il compte deux sélections pour trois buts inscrits en équipe d'Écosse.

## Biographie

### Carrière en club
Natif de Rhu, Argyll, il est l'un des quatre membres fondateurs des Rangers avec Peter McNeil, Moses McNeil et William McBeath. En 1872, à l'âge de 15 ans, avec ses trois comparses, il voit un groupe d'hommes jouer au football au Glasgow Green et ils furent tellement impressionnés qu'ils décidèrent de fonder leur propre équipe : les Rangers étaient nés. Le premier match recensé, une confrontation contre une équipe de Glasgow appelée Callander F.C. (en) eut lieu au Glasgow Green et se conclut par un 0-0.
Il continua à jouer pour les Rangers jusqu'en 1879, les aidant notamment à atteindre les finales de la Coupe d'Écosse en 1877 (perdue 2-3 contre Vale of Leven après deux premiers matches conclus sur un score de parité 1-1) et en 1879 (perdue aussi contre Vale of Leven par forfait après un premier match nul 1-1, les Rangers refusant de rejouer en protestation contre un but litigieux accordé à leurs adversaires).
Avec Moses McNeil, ils furent les deux premiers joueurs des Rangers à recevoir les honneurs d'une sélection, étant choisis dans une équipe représentative des différents clubs de Glasgow dans un match contre Sheffield. En parallèle de sa carrière de football, il servit comme apprenti pendant 5 ans sur le chantier naval Barclay Curle puis encore deux autres années comme compagnon.
Il quitta alors le club pour jouer à quelques occasions pour le club anglais des Blackburn Rovers lors de la saison 1879-1880 avant d'arrêter le football.
Il mourut en janvier 1883 lors du naufrage du bateau qu'il avait emprunté, le Saint Columba, qui devait l'emmener de Penarth (Pays de Galles) jusqu'à Bombay. Il fut déclaré officiellement mort par noyade le 3 mars.

### Carrière internationale
Allan Brown reçoit 2 sélections en faveur de l'équipe d'Écosse, les deux fois en match amical contre le Pays de Galles, d'abord le 23 mars 1878, pour une victoire 9-0, à l'Hampden Park de Glasgow et enfin le 7 avril 1879, pour une victoire 3-0, à l'Acton Park de Wrexham. Il inscrit 3 buts lors de ses 2 sélections.

#### Buts internationaux
| no | Date         | Lieu                  | Adversaire     | Évolution | Score final | Compétition  |
| -- | ------------ | --------------------- | -------------- | --------- | ----------- | ------------ |
| 1  | 23 mars 1878 | Hampden Park, Glasgow | Pays de Galles | 1-0       | 9-0         | match amical |
| 2  | 23 mars 1878 | Hampden Park, Glasgow | Pays de Galles | 3-0       | 9-0         | match amical |
| 3  | 7 avril 1879 | Acton Park, Wrexham   | Pays de Galles | 1-0       | 3-0         | match amical |